# Meichuan, Gansu
Meichuan är en köping i nordvästra Kina. Den ligger i Min härad i staden Dingxi i provinsen Gansu,, omkring 170 kilometer söder om provinshuvudstaden Lanzhou. Antalet invånare är 43 744. Befolkningen består av 20 896 kvinnor och 22 848 män. Barn under 15 år utgör 21,0 %, vuxna 15-64 år 72 %, och äldre över 65 år 5,0 %.